# Mel Counts
Mel Grant Counts (Coos Bay, 16 oktober 1941) is een Amerikaans voormalig basketballer. Hij won met het Amerikaans basketbalteam de gouden medaille op de Olympische Zomerspelen 1964.

## Carrière
Counts speelde voor het team van de Oregon State University, de Oregon State Beavers van 1961 tot 1964. In de NBA draft van 1964 werd hij als zevende gekozen door de Boston Celtics. Hij vertegenwoordigde zijn vaderland op de Olympische Spelen in 1964 en won de gouden medaille. Tijdens de Olympische Spelen speelde hij 8 wedstrijden, inclusief de finale tegen de Sovjet-Unie. Gedurende deze wedstrijden scoorde hij 53 punten.
Counts speelde twee seizoenen voor de Celtics als back-up achter Bill Russell en won twee keer het NBA-kampioenschap. In september 1966 werd hij geruild naar de Baltimore Bullets voor Bailey Howell. In januari 1967 werd hij geruild naar de Los Angeles Lakers in een ruil waarbij ook de Detroit Pistons betrokken waren. Andere spelers waren Ray Scott, Rudy LaRusso en enkele draftpicks.
In mei 1970 werd hij geruild naar de Phoenix Suns voor Gail Goodrich. In oktober 1972 werd hij geruild naar de Philadelphia 76ers voor een draftpick. In november 1972 werd hij al geruild naar de Los Angeles Lakers samen met Bill Bridges voor Leroy Ellis en John Trapp. In juni 1974 werd hij geruild naar de New Orleans Jazz waar hij in 1976 zijn carrière afsloot.
Na zijn carrière als speler was hij werkzaam als makelaar.

## Erelijst
- Olympische Zomerspelen 1964
- NBA-kampioen: 1965, 1966

## Statistieken

### Regulier seizoen
| Seizoen  | Team               | WG  | WS | MPW  | 2P%  | FW%  | RPW | APW | SPW | BPW | PPW  |
| -------- | ------------------ | --- | -- | ---- | ---- | ---- | --- | --- | --- | --- | ---- |
| 1964/65  | Boston Celtics     | 54  |    | 10,6 | 36,8 | 78,4 | 4,9 | 0,4 |     |     | 4,8  |
| 1965/66  | Boston Celtics     | 67  |    | 15,2 | 40,3 | 82,8 | 6,4 | 0,7 |     |     | 8,4  |
| 1966/67  | Baltimore Bullets  | 25  |    | 13,7 | 38,9 | 72,5 | 6,2 | 1,2 |     |     | 6,4  |
| 1966/67  | Los Angeles Lakers | 31  |    | 16,7 | 44,4 | 74,1 | 6,1 | 0,7 |     |     | 8,5  |
| 1967/68  | Los Angeles Lakers | 82  |    | 21,2 | 47,5 | 74,8 | 8,9 | 1,7 |     |     | 11,7 |
| 1968/69  | Los Angeles Lakers | 77  |    | 24,2 | 45,0 | 80,5 | 7,8 | 1,4 |     |     | 12,4 |
| 1969/70  | Los Angeles Lakers | 81  |    | 27,1 | 42,7 | 77,6 | 8,4 | 2,0 |     |     | 12,6 |
| 1970/71  | Phoenix Suns       | 80  |    | 20,9 | 45,7 | 75,3 | 6,3 | 1,7 |     |     | 11,0 |
| 1971/72  | Phoenix Suns       | 76  |    | 11,9 | 42,7 | 72,1 | 3,4 | 1,3 |     |     | 5,2  |
| 1972/73  | Philadelphia 76ers | 7   | 0  | 6,7  | 31,3 | –    | 2,3 | 0,4 |     |     | 1,4  |
| 1972/73  | Los Angeles Lakers | 59  |    | 10,4 | 45,7 | 67,2 | 4,0 | 1,1 |     |     | 5,0  |
| 1973/74  | Los Angeles Lakers | 45  |    | 11,1 | 36,5 | 72,7 | 3,2 | 1,2 | 0,4 | 0,5 | 3,2  |
| 1974/75  | New Orleans Jazz   | 75  |    | 18,9 | 43,8 | 76,1 | 5,9 | 2,4 | 0,7 | 0,6 | 6,9  |
| 1975/76  | New Orleans Jazz   | 30  |    | 10,6 | 40,7 | 76,2 | 3,3 | 1,3 | 0,5 | 0,3 | 3,0  |
| Carrière | Carrière           | 789 | 0  | 17,4 | 43,5 | 76,4 | 6,0 | 1,4 | 0,6 | 0,5 | 8,3  |

### Play-offs
| Seizoen  | Team               | WG | MPW  | 2P%  | FW%   | RPW | APW | SPW | BPW | PPW  |
| -------- | ------------------ | -- | ---- | ---- | ----- | --- | --- | --- | --- | ---- |
| 1964/65  | Boston Celtics     | 4  | 7,5  | 26,7 | 100,0 | 2,8 | 0,3 |     |     | 2,3  |
| 1965/66  | Boston Celtics     | 10 | 8,2  | 35,9 | 88,2  | 4,0 | 0,3 |     |     | 4,3  |
| 1966/67  | Los Angeles Lakers | 3  | 9,7  | 26,3 | 100,0 | 2,7 | 0,0 |     |     | 4,7  |
| 1967/68  | Los Angeles Lakers | 15 | 20,4 | 53,5 | 67,7  | 8,9 | 1,6 |     |     | 8,6  |
| 1968/69  | Los Angeles Lakers | 18 | 24,6 | 38,5 | 76,1  | 7,9 | 1,4 |     |     | 11,2 |
| 1969/70  | Los Angeles Lakers | 14 | 15,1 | 42,0 | 84,6  | 5,3 | 1,1 |     |     | 6,1  |
| 1972/73  | Los Angeles Lakers | 17 | 19,2 | 45,9 | 78,0  | 6,1 | 1,6 |     |     | 9,1  |
| 1973/74  | Los Angeles Lakers | 4  | 8,5  | 50,0 | –     | 1,5 | 0,5 | 0,5 | 0,5 | 3,0  |
| Carrière | Carrière           | 85 | 17,2 | 42,6 | 77,5  | 6,1 | 1,2 | 0,5 | 0,5 | 7,6  |

4 Jim Barnes · 
5 Bill Bradley · 
6 Larry Brown · 
7 Joe Caldwell · 
8 Mel Counts · 
9 Richard Davies · 
10 Walt Hazzard · 
11 Lucious Jackson · 
12 Pete McCaffrey · 
13 Jeff Mullins · 
14 Jerry Shipp · 
15 George Wilson · 
Coach Henry Iba
6 Russell ·
11 Counts ·
12 Naulls ·
15 Heinsohn ·
16 Sanders ·
17 Havlicek ·
18 Thompson ·
20 Siegfried ·
21 Bonham ·
24 S. Jones ·
25 KC Jones ·
Coach Auerbach
5 Thompson ·
6 Russell ·
11 Counts ·
12 Naulls ·
14 Watts ·
16 Sanders ·
17 Havlicek ·
18 Sauldsberry ·
19 Nelson ·
20 Siegfried ·
21 Bonham ·
24 S. Jones ·
25 KC Jones ·
Coach Auerbach